# Les Dolly Sisters
Pour l’article homonyme, voir Dolly Sisters.
Pour plus de détails, voir Fiche technique et Distribution.
Les Dolly Sisters (The Dolly Sisters) est un film musical et biographique américain en technicolor réalisé par Irving Cummings, sorti en 1945.

## Genèse
Le film relate la vie des Dolly Sisters, deux sœurs jumelles d'origine juive-hongroise devenues vedettes du music-hall aux États-Unis dans les années 1920.
Elles se sont produites dans des numéros de danse exotiques et sophistiqués à Broadway et en Europe, et particulièrement en France,,. D'autres films sur les Dolly Sisters avaient été précédemment tournés.

## Synopsis
En 1904, l'oncle Latsie débarque à New York de Hongrie avec ses deux jeunes nièces, lesquelles se mettent tout de suite à se produire dans des cabarets.
En 1912, elles décident de passer dans le registre du vaudeville afin de payer les dettes de leur oncle. Le chanteur Harry Fox (en), qu'elles rencontrent, trouve une combine pour leur obtenir une audition avec le grand imprésario Oscar Hammerstein I (1847–1919)...

## Fiche technique
- Titre français: Les Dolly Sisters
- Titre original : The Dolly Sisters
- Réalisateur : Irving Cummings
- Production : George Jessel
- Société de production : Twentieth Century Fox
- Scénario : John Larkin et Marian Spitzer
- Directeur de la photographie : Ernest Palmer
- Montage : Barbara McLean
- Direction musicale : Charles Henderson et Alfred Newman
- Chansons : Sam Ehrlich, Byron Gay, Bert Grant, Sam Lewis et Joe Young
- Chorégraphe : Seymour Felix et Angela Blue (assistante)
- Direction artistique : Leland Fuller et Lyle R. Wheeler
- Décors de plateau : Thomas Little et Walter M. Scott
- Costumes : Orry-Kelly et Sam Benson
- Pays de production : États-Unis
- Format : couleur (Technicolor) - Son : Mono (Western Electric Recording)
- Durée : 114 min
- Genre : Drame, biopic et film musical
- Dates de sortie :
  - États-Unis : 5 octobre 1945 (première à Chicago)
  - États-Unis : 14 novembre 1945 (New York)
  - France : 31 décembre 1974

## Distribution
- Betty Grable : Yansci 'Jenny' Dolly (1892-1941)
- John Payne : Harry Fox
- June Haver : Roszika 'Rosie' Dolly (1892-1970)
- S.Z. Sakall : Oncle Latsie Dolly
- Reginald Gardiner : Tony
- Frank Latimore : Irving Netcher
- Gene Sheldon : professeur Winnup
- Sig Ruman : Ignatz Tsimmis
- Trudy Marshall : Lenora Baldwin

Et, parmi les acteurs non crédités :
- George Davis : le jongleur français
- Theresa Harris : Ellabelle
- Elsa Janssen : Kathi
- Robert Middlemass : Oscar Hammerstein I

## Autour du film
- Les vraies Dolly Sisters étaient brunes avec une coupe dite « à la garçonne » (Bob cut), tandis que Betty Grable et June Haver ont les cheveux blond platine et ont gardé leur coiffure des années 1940.
- Dans le film français d'Henri Verneuil, Le Président (1961), le personnage Émile Beaufort (Jean Gabin) ex-Président du Conseil qui peut avoir été inspiré par Georges Clemenceau ou Gaston Doumergue, voire Aristide Briand - suggère à sa secrétaire de faire illustrer un article par une photographie de lui prise avec les Dolly sisters.

## Sortie DVD (France)
- Les Dolly Sisters, Éditeur : 20th Century Fox, 20 septembre 2006, Référence  (EAN 3344428022372)